# Thallomys loringi
Thallomys loringi är en däggdjursart som först beskrevs av Heller 1909.  Thallomys loringi ingår i släktet Thallomys och familjen råttdjur. Inga underarter finns listade. Arten är uppkallad efter den amerikanska biologen och samlaren av zoologiska föremål John Alden Loring. Han var tillsammans med Heller i Afrika under gnagarens upptäckt.
Arten har brun päls på ovansidan med svarta nyanser på ryggens topp och vid stjärten. Fram till sidorna blir den mjuka pälsen ljusare och mer gråaktig. Sedan följer efter en skarp gräns undersidans krämfärgade till ljusgråa päls. Grundfärgen på huvudet är gråbrun och svarta mönster kring ögonen och kring nosen bildar en ansiktsmask. Vid bakfoten är den första tån kortast och de andra tårna har ungefär samma längd. Den långa mörkbruna svansen är vid spetsen nästan svart. Längre hår vid spetsen bildar en otydlig tofs. Honor har fyra spenar vid ljumsken.
Denna gnagare förekommer från centrala Kenya till norra Tanzania. Habitatet utgörs av torra och fuktiga savanner. Individerna går på marken och klättrar i växtligheten. De bygger bon av kvistar, blad och gräs som har en diameter av cirka 16 cm. En hona var i april dräktig med fyra ungar.
För beståndet är inga hot kända och hela populationen anses vara stor. IUCN kategoriserar arten globalt som livskraftig.